# В'юницький Петро Якович
Петро́ Я́кович В'юницький (нар. 31 грудня 1922, село Григорівщина, тепер Варвинського району Чернігівської області) — український радянський діяч, голова колгоспу імені Калініна Варвинського району Чернігівської області. Герой Соціалістичної Праці (23.06.1966). Депутат Верховної Ради УРСР 7—9-го скликань.

## Біографія
Народився у селянській родині. 
З 1938 року — обліковець колгоспу «Червоний вартовий» Варвинського району Чернігівської області.
З 1941 року — служба у Червоній армії. Учасник німецько-радянської війни з жовтня 1941 року. Служив командиром мінометної обслуги 949-го стрілецького полку 4-го гвардійського стрілецького корпусу Ленінградського фронту. Після важкого поранення у вересні 1942 року і ампутації всіх пальців лівої руки був демобілізований.
У 1942—1944 роках — інструктор Бескарагайського райвиконкому Павлодарської області, інспектор Бескарагайського районного відділу соціального забезпечення Павлодарської області Казахської РСР.
У 1944—1957 роках — завідувач тваринницької ферми колгоспу імені Калініна села Калиновиця Варвинського району Чернігівської області.
У 1957—1969 роках — бригадир 3-ї комплексної бригади та секретар партійної організації колгоспу імені Калініна села Калиновиця Варвинського району Чернігівської області.
Член КПРС з 1958 року.
Освіта середня спеціальна. Без відриву від виробництва закінчив сільськогосподарський технікум.
У 1969—1972 роках — агроном колгоспу імені Калініна села Калиновиця Варвинського району Чернігівської області.
З 1972 року — голова колгоспу імені Калініна села Калиновиця Варвинського району Чернігівської області.
Потім — на пенсії у селі Григорівщині Варвинського району Чернігівської області.

## Нагороди
- Герой Соціалістичної Праці (23.06.1966)
- орден Леніна (23.06.1966)
- орден Жовтневої Революції
- орден Червоної Зірки (1946)
- орден Вітчизняної війни 1-го ст. (6.04.1985)
- ордени
- медаль «За трудову доблесть. На ознаменування 100-річчя із дня народження В.І.Леніна»
- медалі